# Sean McNabb
Sean McNabb (24 de septiembre de 1965) es un bajista y actor estadounidense. En su carrera musical ha colaborado con bandas como Quiet Riot, Dokken, House of Lords, Rough Cutt y Lynch Mob.

## Discografía

### Quiet Riot
- Quiet Riot (1988)

### House of Lords
- Demons Down (1992)

### Badd Boyz
- Bad Boyz (1993)

### Great White
- Great Zeppelin: A Tribute to Led Zeppelin (1998)
- Can't Get There from Here (1999)
- Latest & Greatest (2000)
- Thank You...Goodnight! (2002)
- Back to the Rhythm (2007)

### XYZ
- Letter to God (2003)

### Dokken
- Lightning Strikes Again (2009–10)
- Greatest Hits (2010)
- Broken Bones (2012)

### Burning Rain
- Epic Obsession (2013)

### Black Bart
- "Bootleg Breakout"

### Rough Cutt
- Sneak Peek EP (2000)